# Бешоу
Бешоу (англ. Bashaw) — містечко в Канаді, у провінції Альберта, у складі муніципального району Кемроуз.

## Населення
За даними перепису 2016 року, містечко нараховувало 830 осіб, показавши скорочення на 4,9%, порівняно з 2011-м роком. Середня густина населення становила 277,8 осіб/км².
З офіційних мов обидвома одночасно володіли 25 жителів, тільки англійською — 750. Усього 55 осіб вважали рідною мовою не одну з офіційних.
Працездатне населення становило 325 осіб (48,5% усього населення), рівень безробіття — 10,8% (20% серед чоловіків та 6,7% серед жінок). 83,1% осіб були найманими працівниками, а 16,9% — самозайнятими.
Середній дохід на особу становив $42 701 (медіана $29 440), при цьому для чоловіків — $53 342, а для жінок $32 709 (медіани — $41 344 та $22 848 відповідно).
27,6% мешканців мали закінчену шкільну освіту, не мали закінченої шкільної освіти — 30,6%, 42,5% мали післяшкільну освіту, з яких 19,3% мали диплом бакалавра, або вищий.
| Статево-вікова структура населення | Статево-вікова структура населення | Статево-вікова структура населення | Статево-вікова структура населення | Статево-вікова структура населення |
| ---------------------------------- | ---------------------------------- | ---------------------------------- | ---------------------------------- | ---------------------------------- |
|                                    |                                    |                                    |                                    |                                    |
| Всього                             | Всього                             | 48,8%51,2%                         |                                    |                                    |
| 0 — 14 років                       | 0 — 14 років                       |                                    | 13,9%                              | 13,9%                              |
| 15 — 64 років                      | 15 — 64 років                      |                                    | 53%                                | 53%                                |
| 65 і більше                        | 65 і більше                        |                                    | 33,1%                              | 33,1%                              |
| 85 і більше                        | 85 і більше                        |                                    | 7,2%                               | 7,2%                               |
| Середній вік (років)               | Середній вік (років)               | 48,851,0                           | 49,9                               | 49,9                               |
| Медіана (років)                    | Медіана (років)                    | 53,455,5                           | 54,5                               | 54,5                               |
| — чоловіки — жінки                 |                                    |                                    |                                    |                                    |

| Походження мешканців:     | Походження мешканців:     | Походження мешканців: | Походження мешканців: | Походження мешканців: |
| ------------------------- | ------------------------- | --------------------- | --------------------- | --------------------- |
| Походження                |                           |                       | осіб                  | %                     |
| Корінні американці        | Корінні американці        |                       | 35                    | 4.22%                 |
| Інше північноамериканське | Інше північноамериканське |                       | 235                   | 28.31%                |
| Європейське               | Європейське               |                       | 675                   | 81.33%                |
| британське                | британське                |                       | 520                   | 62.65%                |
| французьке                | французьке                |                       | 75                    | 9.04%                 |
| українське                | українське                |                       | 45                    | 5.42%                 |
| Карибське                 | Карибське                 |                       | 10                    | 1.2%                  |
| Азійське                  | Азійське                  |                       | 10                    | 1.2%                  |
| Океанійське               | Океанійське               |                       | 10                    | 1.2%                  |

| Зайнятість населення за галузями (за класифікацією NOC): | Зайнятість населення за галузями (за класифікацією NOC): | Зайнятість населення за галузями (за класифікацією NOC): | Зайнятість населення за галузями (за класифікацією NOC): | Зайнятість населення за галузями (за класифікацією NOC): |
| -------------------------------------------------------- | -------------------------------------------------------- | -------------------------------------------------------- | -------------------------------------------------------- | -------------------------------------------------------- |
|                                                          |                                                          |                                                          |                                                          |                                                          |
| Управління                                               | Управління                                               |                                                          | 9,2%                                                     | 9,2%                                                     |
| Бізнес, фінанси та адміністрування                       | Бізнес, фінанси та адміністрування                       |                                                          | 12,3%                                                    | 12,3%                                                    |
| Природничі та прикладні науки                            | Природничі та прикладні науки                            |                                                          | 3,1%                                                     | 3,1%                                                     |
| Охорона здоров'я                                         | Охорона здоров'я                                         |                                                          | 9,2%                                                     | 9,2%                                                     |
| Освіта, правозахист, муніципальні та урядові служби      | Освіта, правозахист, муніципальні та урядові служби      |                                                          | 6,2%                                                     | 6,2%                                                     |
| Роздрібна торгівля та послуги                            | Роздрібна торгівля та послуги                            |                                                          | 18,5%                                                    | 18,5%                                                    |
| Гуртова торгівля, транспорт та обладнання                | Гуртова торгівля, транспорт та обладнання                |                                                          | 32,3%                                                    | 32,3%                                                    |
| Природні ресурси, сільське господарство                  | Природні ресурси, сільське господарство                  |                                                          | 3,1%                                                     | 3,1%                                                     |
| Виробництво                                              | Виробництво                                              |                                                          | 6,2%                                                     | 6,2%                                                     |

## Клімат
Середня річна температура становить 2,8°C, середня максимальна – 21,6°C, а середня мінімальна – -19,2°C. Середня річна кількість опадів – 479 мм.
| Клімат поселення                              | Клімат поселення | Клімат поселення | Клімат поселення | Клімат поселення | Клімат поселення | Клімат поселення | Клімат поселення | Клімат поселення | Клімат поселення | Клімат поселення | Клімат поселення | Клімат поселення | Клімат поселення |
| Показник                                      | Січ.             | Лют.             | Бер.             | Квіт.            | Трав.            | Черв.            | Лип.             | Серп.            | Вер.             | Жовт.            | Лист.            | Груд.            |                  |
| Середній максимум, °C                         | −6,42            | −3,09            | 1,93             | 10,44            | 16,59            | 20,74            | 21,55            | 20,81            | 15,57            | 9,95             | 0,51             | −5,9             |                  |
| Середня температура, °C                       | −12,81           | −9,47            | −4,46            | 4,04             | 10,21            | 14,36            | 16,43            | 15,68            | 10,45            | 4,84             | −4,6             | −11,01           |                  |
| Середній мінімум, °C                          | −19,18           | −15,85           | −10,83           | −2,3             | 3,84             | 7,97             | 11,31            | 10,57            | 5,33             | −0,27            | −9,72            | −16,12           |                  |
| Норма опадів, мм                              | 22               | 15               | 22               | 24               | 46               | 85               | 95               | 66               | 45               | 21               | 20               | 18               |                  |
| Середньомісячна швидкість вітру, м/с          | 3.50             | 3.40             | 3.60             | 3.90             | 4.00             | 3.60             | 3.30             | 3.10             | 3.30             | 3.59             | 3.70             | 3.60             |                  |
| Середньомісячна сонячна радіація, кДж/м²·день | 3737             | 7344             | 12342            | 17312            | 20704            | 22038            | 22581            | 19041            | 13084            | 7855             | 3979             | 2831             |                  |
| --------------------------------------------- | ---------------- | ---------------- | ---------------- | ---------------- | ---------------- | ---------------- | ---------------- | ---------------- | ---------------- | ---------------- | ---------------- | ---------------- | ---------------- |
| Джерело:                                      |                  |                  |                  |                  |                  |                  |                  |                  |                  |                  |                  |                  |                  |